# Seal Cove (Fortune Bay)
Seal Cove (Fortune Bay) est un village situé dans la province de Terre-Neuve-et-Labrador, dans le sud de Terre-Neuve.